# An Post-Sean Kelly/Saison 2012
Dieser Artikel listet Erfolge und Fahrer des Radsportteams An Post-Sean Kelly in der Saison 2012 auf.

## Erfolge in der UCI Europe Tour
In der Saison 2012 gelangen dem Team nachstehende Erfolge in der UCI Europe Tour.
| Datum      | Rennen                                   | Kat. | Sieger             |
| ---------- | ---------------------------------------- | ---- | ------------------ |
| 11. März   | Kattekoers                               | 1.2  | Roy Jans           |
| 22. April  | Ronde van Noord-Holland                  | 1.2  | Gediminas Bagdonas |
| 6. Mai     | Omloop der Kempen                        | 1.2  | Niko Eeckhout      |
| 22. Mai    | 3. Etappe An Post Rás                    | 2.2  | Gediminas Bagdonas |
| 27. Mai    | 8. Etappe An Post Rás                    | 2.2  | Gediminas Bagdonas |
| 3. Juni    | Memorial Philippe Van Coningsloo         | 1.2  | Gediminas Bagdonas |
| 24. Juni   | Litauische Meisterschaft – Straßenrennen | CN   | Gediminas Bagdonas |
| 26. August | Schaal Sels                              | 1.1  | Niko Eeckhout      |

## Abgänge – Zugänge
| Zugänge           | Team 2011                   | Abgänge           | Team 2012                     |
| ----------------- | --------------------------- | ----------------- | ----------------------------- |
| Jonathan Bellis   | Saxo Bank-SunGard           | Andrew Fenn       | Omega Pharma-Quick Step       |
| Niels Wytinck     | Colba-Mercury               | Kevin Claeys      | Landbouwkrediet-Euphony       |
| Kenneth Vanbilsen | Donckers Koffie-Jelly Belly | Dries Hollanders  | Metec Continental Cyclingteam |
| Scott Law         | V Australia                 | Philip Lavery     | Node 4-Giordana Racing        |
| Stijn Ennekens    | Willems Verandas (2008)     | Bjorn Brems       | Unbekannt                     |
| Mark Christian    | Neoprofi                    | Maxim Debusschere | Unbekannt                     |
| Seán Downey       | Neoprofi                    | Darijus Dzervus   | Unbekannt                     |
| Roy Jans          | Neoprofi                    | Kenny Terweduwe   | Unbekannt                     |
| Jonathan Mould    | Neoprofi                    |                   |                               |
| Joren Segers      | Neoprofi                    |                   |                               |

## Mannschaft
| Name               | Geburtstag         | Nationalität           |
| ------------------ | ------------------ | ---------------------- |
| Gediminas Bagdonas | 26. Dezember 1985  | Litauen                |
| Jonathan Bellis    | 16. August 1988    | Vereinigtes Königreich |
| Sam Bennett        | 16. Oktober 1990   | Irland                 |
| Mark Cassidy       | 23. März 1985      | Irland                 |
| Mark Christian     | 20. November 1990  | Vereinigtes Königreich |
| Seán Downey        | 10. Juli 1990      | Irland                 |
| Niko Eeckhout      | 16. Dezember 1970  | Belgien                |
| Stijn Ennekens     | 25. November 1984  | Belgien                |
| Pieter Ghyllebert  | 13. Juni 1982      | Belgien                |
| Roy Jans           | 15. September 1990 | Belgien                |
| Scott Law          | 9. März 1991       | Australien             |
| Connor McConvey    | 20. Juli 1988      | Irland                 |
| Ronan McLaughlin   | 11. März 1987      | Irland                 |
| Mark McNally       | 20. Juli 1989      | Vereinigtes Königreich |
| Jonathan Mould     | 4. April 1991      | Vereinigtes Königreich |
| Joren Segers       | 12. November 1991  | Belgien                |
| Kenneth Vanbilsen  | 1. Juni 1990       | Belgien                |
| Niels Wytinck      | 16. Juli 1991      | Belgien                |